# Paparres
Les paparres, piparres, caparres o llagastes són diversos àcars paràsits de vertebrats, que pertanyen a la família dels ixòdids (Ixodidae). Són considerats uns artròpodes cosmopolites i a hores d'ara se n'han descrit unes 850 espècies diferents a tot el món. Les paparres xuclen la sang dels seus hostes per alimentar-se. Un cop botits de sang duen el nom de rènecs, rens (sing. rè, Balears), garrencs i garrenys (Empordà).
Els seu cicle vital té quatre estadis: ou, larva, nimfa i adult. Morfològicament, els exemplars adults assoleixen d'1 a 12 mil·límetres (els mascles fan una mida que és la tercera part que les femelles), però es fan més grossos quan estan plens de la sang que xuclen. Tenen el cos ovalat i aplanat amb quelícers calcificats en forma d'arpó, els quals formen part del seu aparell bucal juntament amb l'hipòstoma i les glàndules salivals. Totes aquestes peçes anatòmiques funcionen d'una forma orquestrada i són elements essencials tant en el procés nutricional del paràsit com en la seva capacitat patogènica. Les paparres viuen entre la vegetació i es llancen al cos d'animals que passen al seu costat, detectant-los a través d'una estructura sensorial de característiques úniques existent al seu primer parell de potes -solament nimfes i adults tenen quatre parells de potes- i anomenada òrgan de Haller. Poden estar diversos anys esperant una presa.
Paparres de l'espècie Rhipicephalus sanguineus s'han trobat en gossos momificats de l'antic Egipte.

## Importància sanitària
En persones i animals el principal perill sanitari és la transmissió de malalties bacterianes o parasitàries. Una de les més conegudes és la borreliosi. Per una altra banda, aquests àcars destaquen per ser reservoris i vectors de febres hemorràgiques greus, com ara la de Crimea-Congo o la de la malaltia del bosc de Kyasanur. L'estadi nimfal és el que més origina infeccions zoonòtiques per ixòdids i no és excepcional que una única paparra contingui més d'un microorganisme alhora, sobretot rickèttsies. La seva picada pot ser causa de reaccions anafilàctiques, en determinats casos amb conseqüències molt greus. Infreqüentment, desencadena una al·lèrgia a la carn vermella de mamífer. La majoria de les picades per aquests paràsits, però, no tenen més conseqüències que una transitòria irritació dèrmica local si es tracten de forma adequada.
Després d'una picada és important treure la paparra de la pell el més aviat possible. Existeixen diversos mètodes populars per fer-ho i alguns, tot i ser útils, no són recomanables. El procediment que comporta un menor nombre de complicacions i infeccions és extreure-la amb pinces fines, sense deixar cap fragment residual. En casos molt determinats, pot ser convenient l'administració profilàctica d'antibiòtics.
La saliva de les paparres conté molècules que actuen sobre la citocina proinflamatòria TNF i faciliten l'entrada dels patògens dins del cos de l'hoste mentre l'àcar s'alimenta i altres que interfereixen els mecanismes hemostàtics d'aquest, les quals s'utilitzen en el disseny de nous compostos antihemostàtics i fibrinolítics. A més, té propietats adhesives que faciliten la fixació de l'artròpode a la pell de la seva presa.
L'any 2011 científics del Brasil publicaren que l'efecte citotòxic de la saliva de l'espècie Amblyomma cajennense té la capacitat d'induir experimentalment la mort de determinades línies de cèl·lules canceroses. També han estat avaluades les propietats antivíriques de la cera dels ous d'aquesta paparra. Una altra espècie, Hyalomma dromedarii, té molècules a la saliva que, experimentalment, inhibeixen l'angiogènesi i la proliferació de les cèl·lules del glioblastoma.
La inoculació d'una malaltia per part de les paparres portadores, una vegada fixades sobre l'hoste, no és immediata i depèn de molts factors (espècie, tipus de patogen, nombre de picades i localització de les mateixes, estat immunitari individual, etc.). Generalment, els exemplars d'I. scapularis necessiten entre 15 i 30 minuts per fer-ho.

## Importància pecuària
Les paparres són un dels principals problemes veterinaris arreu del món, tant per els efectes directes de les seves picades com pels agents infecciosos que transmeten. Provoquen grans pèrdues econòmiques en el sector de la producció de bestiar, afectant sobretot a les explotacions ramaderes bovines, ovines, porcines i d'aviram. A menor escala, també alteren considerablement la salut dels èquids i dels animals de companyia.

## Famílies
Els experts creuen que les paparres van aparèixer durant el Cretaci tardà, fa uns 120 milions d'anys. El fòssil més antic descobert fins ara és el de l'argàsid Carios jerseyi amb una antiguitat d'entre 90-94 milions d'anys, fet que posa de manifest una primerenca diversificació del grup inicial en les famílies que avui coneixem.
- Ixodidae - paparres dures (amb un escut dorsal molt esclerosat).[40] Transmeten la babesiosi (una malaltia parasitària causada per un protozou que afecta els animals domèstics i de vegades els humans).[41][42] Ixodes ricinus, una espècie en expansió a causa del canvi climàtic,[43] és el vector de l'anaplasmosi humana.[44]
- Argasidae - paparres toves (sense escut, però amb una cutícula resistent i flexible).[45]
- Nuttalliellidae - tàxon monotípic format només per l'espècie N. namaqua.[46]